# Richard A. Shore

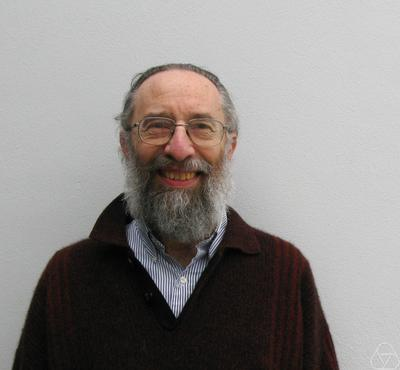
Richard A. Shore (2012)

Richard Arnold Shore (* 18. August 1946) ist ein US-amerikanischer mathematischer Logiker, der sich vor allem mit Rekursionstheorie beschäftigt.
Shore promovierte 1972 am Massachusetts Institute of Technology bei Gerald E. Sacks (Priority Arguments in Alpha-Recursion Theory), wo er ab 1968 Assistent war. Als Post-Doc war er bis 1974 Instructor an der University of Chicago und danach erst Assistant Professor, ab 1978 Associate Professor und ab 1983 Professor an der Cornell University. Er war unter anderem Gastwissenschaftler und Gastprofessor an der Harvard University, der Hebrew University, in Chicago, am MIT, in Singapur, in Siena und am MSRI. 2020 wurde Shore an der Cornell University emeritiert.
Shore widerlegte die Homogenitäts-Vermutung von Hartley Rogers, indem er zeigte, dass es Turing-Grade a, b gibt, für die die Struktur der Turing-Grade oberhalb von a, b nicht isomorph ist. Mit Theodore A. Slaman bewies er 1999, dass Turing-Sprünge in der Struktur der Turing-Grade definierbar sind.
Er war Invited Speaker auf dem ICM in Warschau 1983 (The Degrees of Unsolvability: the Ordering of Functions by Relative Computability). 2009 war er Gödel-Lecturer (Reverse Mathematics: the playground of logic). 1984 bis 1993 war er Herausgeber des Journal of Symbolic Logic und 1993 bis 2000 des Bulletin of Symbolic Logic. Er ist Fellow der American Mathematical Society. für 2023 ist Shore als Tarski Lecturer vorgesehen.

## Schriften
- mit Anil Nerode: Logic for Applications, Springer 1993
- alpha-Recursion theory, in Jon Barwise (Hrsg.): Handbook of mathematical logic, North Holland 1977, S. 653